# Альдо Косентіно

Альдо Косентіно (фр. Aldo Cosentino; 19 жовтня 1947, Туніс — 8 жовтня 2023) — французький боксер. Чемпіон і фіналіст чемпіонатів Європи, призер чемпіонату світу, олімпієць.

## Життєпис
Народився в місті Туніс, нині — столиця одноіменної держави.
Вісім разів вигравав першість Франції з боксу (1967, 1969—1975).
Тричі поспіль брав участь в Олімпіадах:
- На літніх Олімпійських іграх 1968 року в Мехіко (Мексика) у другому колі переміг К'єлла Фредріксона (Швеція), а у третьому колі поступився Ейдзі Моріока (Японія).
- На літніх Олімпійських іграх 1972 року в Мюнхені (ФРН) у першому колі переміг Юзефа Решпондека (Польща), а у другому поступився Хуану Родрігесу (Іспанія).
- На літніх Олімпійських іграх 1976 року в Монреалі (Канада) у першому ж двобої поступився Цачо Андрейковскі (Болгарія).

На чемпіонаті світу з боксу 1974 року в Гавані (Куба) дістався півфіналу, де поступився майбутньому чемпіонові Вілфредо Гомесу (Пуерто-Рико).
На чемпіонаті Європи з боксу 1969 року в Бухаресті (Румунія) дістався фіналу, де поступився господареві змагань Аурелу Думітреску.
На чемпіонаті Європи 1971 року в Мадриді (Іспанія) у чвертьфіналі поступився майбутньому чемпіонові Тібору Бадарі (Угорщина).
На чемпіонаті Європи 1973 року в Белграді (Югославія) у фінальному двобої переміг Мирчу Тоне (Румунія).
На чемпіонаті Європи 1975 року в м. Катовиці (Польща) у першому ж колі змагань поступився майбутньому чемпіонові Віктору Рибакову (СРСР).